# Nuncjatura Apostolska w Singapurze
Nuncjatura Apostolska w Singapurze – misja dyplomatyczna Stolicy Apostolskiej w Republice Singapuru.
Od 2011 nuncjusz apostolski w Singapurze jest również nuncjuszem apostolskim przy Stowarzyszeniu Narodów Azji Południowo-Wschodniej (ASEAN) oraz nierezydującym reprezentantem papieskim w Wietnamie, który to urząd nie jest funkcją dyplomatyczną. Nierezydujący reprezentant papieski jest przedstawicielem papieża tylko wobec lokalnego Kościoła. Stolica Apostolska i Socjalistyczna Republika Wietnamu nie utrzymują stosunków dyplomatycznych.

## Historia
W 1968 papież Paweł VI utworzył Delegaturę Apostolską w Singapurze. W 1981 św. Jan Paweł II podniósł ją do rangi nuncjatury apostolskiej.

## Przedstawiciele papiescy w Singapurze

### Delegaci apostolscy w Singapurze
- abp Jean Jadot (1968–1971) Belg; pronuncjusz apostolski w Tajlandii
- abp Giovanni Moretti (1971–1978) Włoch; pronuncjusz apostolski w Tajlandii
- abp Silvio Luoni (1978–1980) Włoch; pronuncjusz apostolski w Tajlandii
- abp Renato Raffaele Martino (1980–1981) Włoch; pronuncjusz apostolski w Tajlandii

### Nuncjusze apostolscy w Singapurze
do 1993 z tytułem pronuncjuszy
- abp Renato Raffaele Martino (1981–1986) Włoch; pronuncjusz apostolski w Tajlandii
- abp Alberto Tricarico (1987–1993) Włoch; pronuncjusz apostolski w Tajlandii
- abp Luigi Bressan (1993–1999) Włoch; jednocześnie nuncjusz apostolski w Tajlandii i w Kambodży
- abp Adriano Bernardini (1999–2003) Włoch; jednocześnie nuncjusz apostolski w Tajlandii i w Kambodży oraz delegat apostolski w Birmie, Laosie i Brunei
- abp Salvatore Pennacchio (2003–2010) Włoch; jednocześnie nuncjusz apostolski w Tajlandii i w Kambodży oraz delegat apostolski w Birmie, Laosie, Brunei i Malezji
- abp Leopoldo Girelli (2011–2017) Włoch; jednocześnie nierezydujący reprezentant papieski w Wietnamie oraz do 2013 nuncjusz apostolski w Malezji i Timorze Wschodnim oraz delegat apostolski w Brunei
- abp Marek Zalewski (od 2018) Polak; jednocześnie nierezydujący reprezentant papieski w Wietnamie